# Улрих I фон Розенберг
Улрих I (Олдрих) фон Розенберг (на немски: Ulrich (Woldrich/Oldřich I) I von Rosenberg; на чешки: Oldřich I. z Rožmberka; * ок. 1324; † 4 март или 28 септември 1390) е благородник от род Розенберг в Бохемия, регент на Розенбергите (1384 – 1390) и господар на Грацен и Вилдщайн.
Той е четвъртият син на Петер I фон Розенберг (1291 – 1347), главен дворцов кемерер на Бохемия, и втората му съпруга Катерина з Вартемберка († 6/7 април 1355), дъщеря на Йохан фон Щрац, господар на Вартенберг († 1316 в битка) и Катерина. Братята му са Хайнрих II († 1346 убит при Битката при Креси), Петер II ’Млади’ фон Розенберг († 1384), домхер, Йобст (Йодокус/Йост) I фон Розенберг († 1369), главен кемерер в Бохемия, Йохан I фон Розенберг († 1389), господар на Крумау, Хазлах.
Улрих I фон Розенберг основава 1367 г. заедно с майка си и братята си августинския манастир Витингау. След смъртта на брат му Йост през 1369 г. Улрих поема управлението на Росзнбергите. През 1374 г. братята разделят собственостите. Улрих подарява две църкви през 1375 и ок. 1380 г.
През 1381 и 1382 г. Улрих I фон Розенберг се бие заедно с роднините си срещу австрийския херцог Албрехт III фон Хабсбург. След това Албрехт трябва да остави на братята фон Розенберг замъка и град Ефердинг в Горна Австрия. Братята обаче трябва да се откажат да дават военна помощ на Шаунбергите.
През 15 и 16 век фамилията Розенберги е най-влиятелна в Бохемия. Родът измира през 1611 г.

## Фамилия
Улрих I фон Розенберг се жени март 1380 г. за Елизабет фон Вартенберг († 1387), дъщеря на Ярослав (Жеско) II фон Щернберг († 1362) и Елишка (* ок. 1310). Те имат децата:

- Анна († сл. 1409), омъжена 1409 г. за Хауг де Монфор
- Анезка († сл. 1408), омъжена 1408 г. за Райнпрехт фон Валзее
- Хайнрих III фон Розенберг (* 1361; † 28 юли 1412), бургграф на Прага, главен бургграф на Бохемия, женен I. март 1380 г. за Барбара фон Шаунберг († 6 март 1398), II. 1399 г. за Елизабет фон Кравар и Плумлау († 25 юли 1444)